# Luis Hernán Álvarez
Luis Hernán Álvarez (* 21. Mai 1938 in Curicó; † 23. Januar 1991 ebenda) war ein chilenischer Fußballspieler. Er spielte als Stürmer hauptsächlich für CSD Colo-Colo, wo er seine größten Erfolge feierte und nahm mit der chilenischen Nationalmannschaft am Campeonato Sudamericano 1959 teil.

## Vereinskarriere
Álvarez begann seine Karriere bei CSD Colo-Colo mit 19 Jahren, nachdem er beim nationalen Amateurturnier mit seiner Schule, der Escuela Normal, in María Elena 7 Tore erzielte und so größere Vereine auf ihn aufmerksam wurden. Bei Colo-Colo wurde er schnell zum Stammspieler und gewann in seinem ersten Jahr die erstmals ausgespielte Copa Chile, in der Álvarez im Finale gegen Universidad Católica ein Tor erzielte. Mit Colo-Colo gewann er zudem die Meisterschaften 1960 und 1963. 1963 wurde der Stürmer Torschützenkönig und stellte er zugleich mit 37 Saisontreffern in 33 Partien einen neuen Rekord auf, der bis heute Bestand hat, auch wenn Lucas Barrios die gleiche Torquote erreichte. 1965 wechselte Álvarez zum Ligakonkurrenten CD Magallanes, wo er eine Saison lang blieb und dann nach El Salvador zu Alianza FC ging. Mit dem Verein wurde er Meister der salvadorianischen Primera División. Nach dem Jahr in El Salvador ging er zurück in sein Heimatland, wo er bei Green Cross Temuco und Deportes Antofagasta seine Karriere ausklingen ließ. An die Erfolge mit Colo-Colo konnte er nicht mehr anknüpfen. Mit seinen 168 Toren in der chilenischen Primera División steht er auf Platz 12 der ewigen Torschützenliste. Nach seiner Karriere arbeitete Álvarez weiter in seiner Heimatstadt Curicó und in Santiago im Fußballgeschäft.

## Nationalmannschaft
In der Nationalmannschaft Chiles kam Álvarez erstmals am 7. März 1959 zum Einsatz. Bei der 1:6-Niederlage im Campeonato Sudamericano 1959 gegen Argentinien erzielte Álvarez direkt sein erstes Tor für Chile. Bei den Niederlagen gegen Paraguay und Brasilien kam er ebenfalls über 90 Spielminuten zum Einsatz. Im weiteren Turnierverlauf wurde er nicht weiter berücksichtigt. Erst im Juli 1963 Álvarez absolvierte sein viertes und letztes Länderspiel bei der Copa Juan Pinto Durán. Insgesamt erzielte der Stürmer ein Tor für sein Heimatland.

## Erfolge
Colo-Colo
- Chilenischer Meister: 1960, 1963
- Chilenischer Pokalsieger: 1958
- Torschützenkönig der Primera División: 1963

Alianza FC
- Salvadorianischer Meister: 1967

## Persönliches
Luis Hernán Álvarez war mit Fresia Valenzuela verheiratet, mit der er fünf Söhne hat. Die beiden ältesten Kinder, Iván Marcelo und Cristián Álvarez, spielten ebenfalls professionell Fußball. Cristián Andrés absolvierte 24 Partien für die chilenische Nationalmannschaft. Luis Hernán Álvarez erkrankte an Magenkrebs und starb im Januar 1991.